# Scindapsus javanicus
Scindapsus javanicus är en kallaväxtart som beskrevs av Cornelis Rugier Willem Karel van Alderwerelt van Rosenburgh. Scindapsus javanicus ingår i släktet Scindapsus och familjen kallaväxter.
Artens utbredningsområde är Java. Inga underarter finns listade.